# إبراهيم الخليل (روائي)
إبراهيم الخليل (1944 -) هو أديب وكاتب روائي سوري من محافظة الرقة مواليد1944خريج قسم اللغة العربية جامعة دمشق يُعتبر من أهم الروائيين السوريين امتازت رواياته بجزالة اللغة ورصانة الأسلوب، وحظيت باهتمام النقّاد،اشتملت عليه تجربته من إنجاز على مستويي النوع والكم، والشكل والمحتوى.عمل في التدريس.
عضو جمعية القصة والرواية وعضو اتحاد الكتاب العرب

## من اعماله
- البحث عن سعدون الطيب- قصص.
- الضباع- رواية.
- موكب من رذاذ المودة والشّبهات- شعر مشترك.
- الهدس- رواية.
- البازيار الجميل – قصص
- مال الحضرة -قصص
- غدير الحجر – قصص
- الموروث الدموي- دراسة
- «حارة البدو 1980»،
- حارس الماعز 2002
- سودوم.. سباق الإوز البرّي 2003
- صيارفة الرنين 2008.
- البازيار الجميل 1998
- أرغفة النعاس 2001
- الورل 2002.